# Акалифа южная
Акалифа южная (лат. Acalypha australis) — однолетнее травянистое растение, вид рода Акалифа семейства Молочайные. Хозяйственного и декоративного значения не имеет, известно как заносное сорное растение на территории России.

## Ботаническое описание
Однолетнее травянистое растение. Корень тонкий.
Стебель ветвистый, прямой, 10-25(50) см. высотой, ребристый и опушенный жесткими волосками.
Листья очерёдные, длиной до 4,5 см, яйцевидные или эллиптические, заостренные на верхушке, по краям крупногородчатые. Черешки выраженные, от коротких до длинных.
Соцветия колосовидные, иногда верхушечные, чаще пазушные. Растение однодомное, цветки в верхней части соцветия мужские, в нижней — женские (по другим данным — наоборот). Тычиночные цветки сидячие, расположены в пазухах ланцетовидных прицветников, имеют по нескольку тычинок и четыре маленьких чашелистика. Венчик (лепестки) отсутствует. Пестичные цветки собраны в шаровидные колоски по 3-5 шт и находятся в пазухах более длинных прицветников в форме капюшона длиной 1-2 см. Состоят из острых яйцевидных чашелистиков и волосистой 3-4 гнездной завязи со столбиком, от основания рассеченного на несколько долей. В условиях Средней полосы России цветение приходится на июнь-август.
Плод — опушенная коробочка с жесткими волосками. Семена 1,5-2 мм длиной, яйцевидные, гладкие, серые или светло-коричневые. Масса 1000 семян — 2 г. Период плодоношения — август-сентябрь, созревание происходит разновременно.
Хромосомное число 2n=42

## Распространение и экология
Природный ареал охватывает Южную Америку. С давних пор растение занесено в Старый свет и распространилось в некоторых странах, включая Японию, Китай и российский Дальний Восток. Как заносное растение в России встречается также в европейской части, отмечено в Тульской и Липецкой областях.
Произрастает в природе по берегам рек, светлых лесах и на полянах, как сорное — на сорных местах в городах, поселках, у дорог. Встречается на легких (песчаных), средних и тяжелых глинистых почвах с различной кислотностью. Предпочитает легкое затенение или открытые места, влаголюбива.

## Хозяйственное значение
Засоряет посевы. На новых полях в первые годы встречается редко, в дальнейшем осваивает посевы всех культур кроме риса. Нередко засоряет огороды. Вредоносность довольно высокая.

## Классификация

### Таксономия
Acalypha australis L., 1753, Sp. Pl. : 1004
Вид Акалифа южная относится к роду Акалифа (Acalypha) семейства Молочайные (Euphorbiaceae) порядка Мальпигиецветные (Malpighiales). Кладограмма в соответствии с Системой APG IV по состоянию на июнь 2023 года:
|  |                                      |  |                                   |                                   |                      |  | ещё 35 семейств | ещё 35 семейств |               |  |                        |  | еще 438 подтвержденных видов и 71 таксонов, ожидающих подтверждения | еще 438 подтвержденных видов и 71 таксонов, ожидающих подтверждения |  |
|  |                                      |  |                                   |                                   |                      |  | ещё 35 семейств | ещё 35 семейств |               |  |                        |  | еще 438 подтвержденных видов и 71 таксонов, ожидающих подтверждения | еще 438 подтвержденных видов и 71 таксонов, ожидающих подтверждения |  |
|  |                                      |  |                                   | порядок Мальпигиецветные          |                      |  |                 |                 | род Акалифа   |  |                        |  |                                                                     |                                                                     |  |
|  |                                      |  |                                   | порядок Мальпигиецветные          |                      |  |                 |                 | род Акалифа   |  | 1 внутривидовой таксон |  |                                                                     |                                                                     |  |
|  | отдел Цветковые, или Покрытосеменные |  |                                   |                                   | семейство Молочайные |  |                 |                 | Акалифа южная |  |                        |  |                                                                     |                                                                     |  |
|  | отдел Цветковые, или Покрытосеменные |  |                                   |                                   |                      |  |                 |                 |               |  |                        |  |                                                                     |                                                                     |  |
|  |                                      |  | ещё 63 порядка цветковых растений | ещё 63 порядка цветковых растений |                      |  |                 | ещё 232 рода    | ещё 232 рода  |  |                        |  |                                                                     |                                                                     |  |
|  |                                      |  |                                   | ещё 63 порядка цветковых растений |                      |  |                 |                 | ещё 232 рода  |  |                        |  |                                                                     |                                                                     |  |

### Синонимы
- Acalypha australis f. glareosa  (Rupr.)  H.Hara
- Acalypha australis f. lanceolata  (Hayata)  Hurus.
- Acalypha australis f. velutina  (Honda)  Ohwi
- Acalypha australis var. glareosa  (Rupr.)  Nakai
- Acalypha australis var. lanceolata  Hayata
- Acalypha australis var. velutina  Honda
- Acalypha chinensis  Roxb.
- Acalypha gemina  Spreng.
- Acalypha gemina var. lanceolata  Hayata
- Acalypha indica var. minima  (Keng)  S.F.Huang  &  T.C.Huang
- Acalypha lanceolata  Wall.
- Acalypha minima  H.Keng
- Acalypha pauciflora  Hornem.
- Acalypha pauciflora var. glareosa  Rupr.
- Acalypha sessilis  Poir.
- Acalypha virgata  Thunb.
- Meterana dimidiata  Raf.
- Ricinocarpus australis  Kuntze
- Urtica gemina  Lour.